# Tunelul Duresse
Tunelul Duresse, denumit și tunelul Fleury, este un tunel feroviar de pe calea ferată 126 Huy–Marchin, situat în orașul belgian Huy. Tunelul este amplasat la kilometrul feroviar pk 2+500 al liniei, între haltele Fleury și Marchin. Tunelul traversează un meandru al râului Hoyoux și străbate masivul Thier de Duresse.
Tunelul Duresse are o lungime de 175 de metri. În interiorul său, calea ferată 126 este simplă și neelectrificată.
Deși circulația regulată pe linia 126 a trenurilor de călători a fost sistată în 1962, un trafic feroviar de marfă redus ca intensitate subzistă și în prezent între Statte și atelierele Delloye-Matthieu de la Marchin, proprietate a grupului industrial Cockerill-Sambre. Viteza de circulație a garniturilor de marfă pe această secțiune, inclusiv prin tunelul Duresse, este limitată la 40 km/h. Linia și tunelul sunt deținute și întreținute de întreprinderea de stat Infrabel, care este gestionarul rețelei feroviare din Belgia.